# Jönsböle
Jönsböle är stadsdel nummer 17 i Lojo stad i Finland. Stadsdelen ligger cirka 10 kilometer från Lojo centrum och fem kilometer från Virkby mot Lojoön. I Jönsböle ligger bland annat Gerknäs pappersbruk som ägs av Sappi Limited. Bruket har omkring 800 arbetare. I Jönsböle finns också en badstrand, Glasbruksstranden, med hopptorn.
En stor del av Jönsböle kallas felaktigt Gerknäs även om Gerknäs ligger söder om Jönsböle.